# Giải vô địch bóng đá châu Âu 1984
Giải vô địch bóng đá châu Âu 1984 (UEFA Euro 1984) là giải vô địch bóng đá châu Âu lần thứ bảy do UEFA tổ chức 4 năm một lần. Vòng chung kết diễn ra tại Pháp từ ngày 12 đến ngày 27 tháng 6 năm 1984. Tại giải, đội tuyển Pháp dưới sự dẫn dắt của Michel Platini giành chức vô địch châu Âu đầu tiên của mình. Còn Tây Đức trở thành đội đương kim vô địch đầu tiên bị loại ở ngay từ vòng bảng.

## Các sân vận động
| Paris                                               | Marseille                                           | Lyon                           |
| --------------------------------------------------- | --------------------------------------------------- | ------------------------------ |
| Sân vận động Công viên các Hoàng tử                 | Sân vận động Vélodrome                              | Sân vận động Gerland           |
| Sức chứa: 48.360                                    | Sức chứa: 55.000                                    | Sức chứa: 51.860               |
|                                                     |                                                     |                                |
| ParisMarseilleLyonSaint-ÉtienneLensNantesStrasbourg | ParisMarseilleLyonSaint-ÉtienneLensNantesStrasbourg | Saint-Étienne                  |
| ParisMarseilleLyonSaint-ÉtienneLensNantesStrasbourg | ParisMarseilleLyonSaint-ÉtienneLensNantesStrasbourg | Sân vận động Geoffroy-Guichard |
| ParisMarseilleLyonSaint-ÉtienneLensNantesStrasbourg | ParisMarseilleLyonSaint-ÉtienneLensNantesStrasbourg | Sức chứa: 48.274               |
| ParisMarseilleLyonSaint-ÉtienneLensNantesStrasbourg | ParisMarseilleLyonSaint-ÉtienneLensNantesStrasbourg |                                |
| Lens                                                | Nantes                                              | Strasbourg                     |
| Sân vận động Félix-Bollaert                         | Sân vận động Beaujoire                              | Sân vận động Meinau            |
| Sức chứa: 49.000                                    | Sức chứa: 52.923                                    | Sức chứa: 42.756               |
|                                                     |                                                     |                                |

## Các đội tham dự

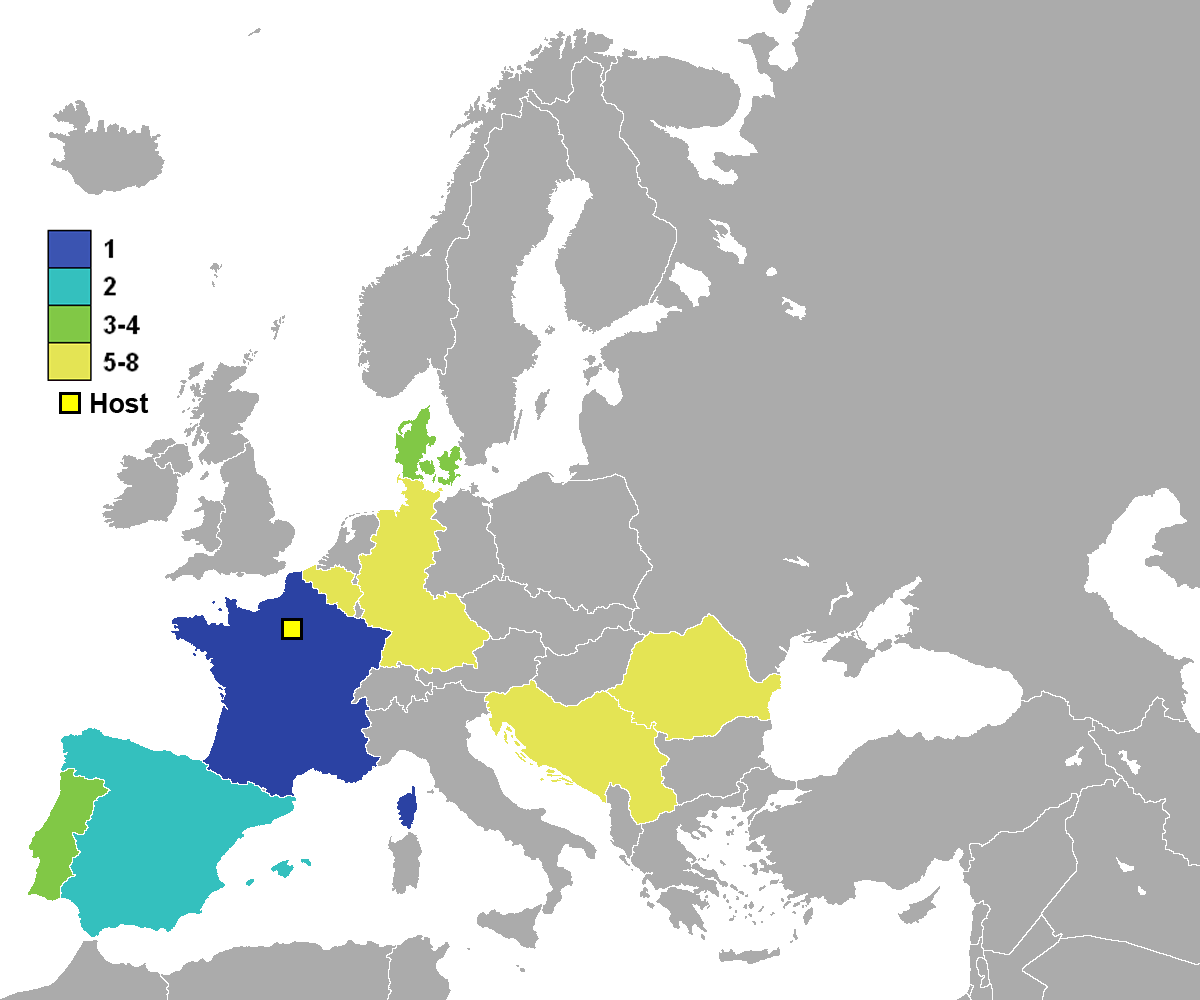
Các quốc gia lọt vào vòng chung kết Euro 1984

Các quốc gia tham dự vòng chung kết lần này gồm:
| Đội tuyển   | Các lần tham dự trước |
| ----------- | --------------------- |
| Bỉ          | 2 (1972, 1980)        |
| Tây Đức     | 3 (1972, 1976, 1980)  |
| Pháp        | 1 (1960)              |
| Bồ Đào Nha  | Lần đầu               |
| România     | Lần đầu               |
| Nam Tư      | 3 (1960, 1968, 1976)  |
| Đan Mạch    | 1 (1964)              |
| Tây Ban Nha | 2 (1964, 1980)        |

## Trọng tài
| Áo - Heinz Fahnler Bỉ - Alexis Ponnet Tiệp Khắc - Vojtěch Christov Đông Đức - Adolf Prokop Anh - George Courtney Pháp - Michel Vautrot Ý - Paolo Bergamo | Hà Lan - Jan Keizer Scotland - Bob Valentine Tây Ban Nha - Augusto Lamo Castillo Liên Xô - Romualdas Yushka Thụy Sĩ - André Daina Tây Đức - Volker Roth |

## Vòng chung kết

### Vòng đấu bảng
|  | Đội giành quyền vào vòng trong. |

#### Bảng A
| Đội      | Pld | W | D | L | GF | GA | GD | Điểm |
| -------- | --- | - | - | - | -- | -- | -- | ---- |
| Pháp     | 3   | 3 | 0 | 0 | 9  | 2  | +7 | 6    |
| Đan Mạch | 3   | 2 | 0 | 1 | 8  | 3  | +5 | 4    |
| Bỉ       | 3   | 1 | 0 | 2 | 4  | 8  | −4 | 2    |
| Nam Tư   | 3   | 0 | 0 | 3 | 2  | 10 | −8 | 0    |

| Pháp        | 1–0        | Đan Mạch |
| ----------- | ---------- | -------- |
| Platini 78' | (Chi tiết) |          |

| Bỉ                         | 2–0        | Nam Tư |
| -------------------------- | ---------- | ------ |
| Vandenbergh 28' · Grün 45' | (Chi tiết) |        |

| Pháp                                                     | 5–0        | Bỉ |
| -------------------------------------------------------- | ---------- | -- |
| Platini 4' 74' (ph.đ.) 89' · Giresse 33' · Fernandez 43' | (Chi tiết) |    |

| Đan Mạch                                                            | 5–0        | Nam Tư |
| ------------------------------------------------------------------- | ---------- | ------ |
| Arnesen 8' 69' (ph.đ.) · Berggreen 16' · Elkjær 82' · Lauridsen 84' | (Chi tiết) |        |

| Pháp                | 3–2        | Nam Tư                                |
| ------------------- | ---------- | ------------------------------------- |
| Platini 59' 62' 77' | (Chi tiết) | Sestić 32' · D. Stojković 84' (ph.đ.) |

| Đan Mạch                                      | 3–2        | Bỉ                              |
| --------------------------------------------- | ---------- | ------------------------------- |
| Arnesen 41' (ph.đ.) · Larsen 60' · Elkjær 84' | (Chi tiết) | Ceulemans 26' · Vercauteren 39' |

#### Bảng B
| Đội         | Pld | W | D | L | GF | GA | GD | Điểm |
| ----------- | --- | - | - | - | -- | -- | -- | ---- |
| Tây Ban Nha | 3   | 1 | 2 | 0 | 3  | 2  | +1 | 4    |
| Bồ Đào Nha  | 3   | 1 | 2 | 0 | 2  | 1  | +1 | 4    |
| Tây Đức     | 3   | 1 | 1 | 1 | 2  | 2  | 0  | 3    |
| România     | 3   | 0 | 1 | 2 | 2  | 4  | −2 | 1    |

| Tây Đức | 0–0        | Bồ Đào Nha |
| ------- | ---------- | ---------- |
|         | (Chi tiết) |            |

| România    | 1–1        | Tây Ban Nha          |
| ---------- | ---------- | -------------------- |
| Bölöni 35' | (Chi tiết) | Carrasco 22' (ph.đ.) |

| Tây Đức        | 2–1        | România   |
| -------------- | ---------- | --------- |
| Völler 25' 66' | (Chi tiết) | Coras 46' |

| Bồ Đào Nha | 1–1        | Tây Ban Nha    |
| ---------- | ---------- | -------------- |
| Sousa 52'  | (Chi tiết) | Santillana 73' |

| Tây Đức | 0–1        | Tây Ban Nha |
| ------- | ---------- | ----------- |
|         | (Chi tiết) | Maceda 90'  |

| Bồ Đào Nha | 1 – 0      | România |
| ---------- | ---------- | ------- |
| Nené 81'   | (chi tiết) |         |

### Vòng đấu loại trực tiếp
|  | Bán kết                | Bán kết     |   |  | Chung kết          | Chung kết |  |
|  |                        |             |   |  |                    |           |  |
|  | 23 tháng 6 – Marseille |             |   |  |                    |           |  |
|  | Pháp (h.p.)            | 3           |   |  |                    |           |  |
|  | Bồ Đào Nha             | 2           |   |  |                    |           |  |
|  |                        |             |   |  |                    |           |  |
|  |                        |             |   |  | 27 tháng 6 – Paris |           |  |
|  |                        |             |   |  | Pháp               | 2         |  |
|  |                        | Tây Ban Nha | 0 |  |                    |           |  |
|  |                        |             |   |  |                    |           |  |
|  |                        |             |   |  |                    |           |  |
|  |                        |             |   |  |                    |           |  |
|  | 24 tháng 6 - Lyon      |             |   |  |                    |           |  |
|  | Tây Ban Nha (pen.)     | 1 (5)       |   |  |                    |           |  |
|  | Đan Mạch               | 1 (4)       |   |  |                    |           |  |

#### Bán kết
| Pháp                             | 3–2 (h.p.) | Bồ Đào Nha         |
| -------------------------------- | ---------- | ------------------ |
| Domergue 24' 114' · Platini 119' | (Chi tiết) | Rui Jordão 74' 98' |

| Tây Ban Nha                                            | 1–1 (h.p.) | Đan Mạch                                  |
| ------------------------------------------------------ | ---------- | ----------------------------------------- |
| Maceda 67'                                             | (Chi tiết) | Lerby 7'                                  |
| Loạt sút luân lưu                                      |            |                                           |
| Santillana · Señor · Urquiaga · Víctor Muñoz · Sarabia | 5 – 4      | Brylle · Olsen · Laudrup · Lerby · Elkjær |

#### Chung kết
| Pháp                      | 2–0        | Tây Ban Nha |
| ------------------------- | ---------- | ----------- |
| Platini 57' · Bellone 90' | (Chi tiết) |             |

## Cầu thủ ghi bàn
| 9 bàn - Michel Platini 3 bàn - Frank Arnesen 2 bàn - Preben Elkjær - Jean-François Domergue - Rui Jordão - Antonio Maceda Francés - Rudi Völler 1 bàn - Jan Ceulemans - Georges Grün - Erwin Vandenbergh - Franky Vercauteren | 1 bàn (tiếp) - Klaus Berggreen - Kenneth Brylle - John Lauridsen - Søren Lerby - Bruno Bellone - Luis Fernandez - Alain Giresse - Tamagnini Nené - António Sousa - Laszlo Bölöni - Marcel Coras - Francisco José Carrasco - Carlos Santillana - Miloš Šestić - Dragan Stojković |

## Đội hình tiêu biểuLưu trữngày 22 tháng 1 năm 2009 tạiWayback Machine
| Thủ môn           | Hậu vệ                                                                   | Tiền vệ                                                                 | Tiền đạo    |
| ----------------- | ------------------------------------------------------------------------ | ----------------------------------------------------------------------- | ----------- |
| Harald Schumacher | João Domingos Silva Pinto Karl-Heinz Förster Morten Olsen Andreas Brehme | Fernando Chalana Alain Giresse Jean Tigana Frank Arnesen Michel Platini | Rudi Völler |

## Bảng xếp hạng giải đấu
| R                   | Đội         | G | Pld | W   | D | L | GF | GA | GD  | Pts |
| ------------------- | ----------- | - | --- | --- | - | - | -- | -- | --- | --- |
| 1                   | Pháp        | A | 5   | 5   | 0 | 0 | 14 | 4  | +10 | 10  |
| 2                   | Tây Ban Nha | B | 5   | 1   | 3 | 1 | 4  | 5  | −1  | 5   |
| Bị loại ở bán kết   |             |   |     |     |   |   |    |    |     |     |
| 3                   | Đan Mạch    | A | 4   | 2   | 1 | 1 | 9  | 4  | +5  | 5   |
| 4                   | Bồ Đào Nha  | B | 4   | 1   | 2 | 1 | 4  | 4  | 0   | 4   |
| Bị loại ở vòng bảng |             |   |     |     |   |   |    |    |     |     |
| 5                   | Tây Đức     | B | 3   | 1   | 1 | 1 | 2  | 2  | 0   | 3   |
| 6                   | Bỉ          | A | 3   | một | 0 | 2 | 4  | 8  | −4  | 2   |
| 7                   | România     | B | 3   | 0   | 1 | 2 | 2  | 4  | −2  | 1   |
| 8                   | Nam Tư      | A | 3   | 0   | 0 | 3 | 2  | 10 | −8  | 0   |